# Masacre de La Cantuta
La masacre de La Cantuta, conocida militarmente como Operativo Secuestro, es una masacre que tuvo lugar en Lima (Perú) el 18 de julio de 1992 cuando un profesor y nueve estudiantes de la Universidad Nacional de Educación Enrique Guzmán y Valle (conocida como La Cantuta) fueron secuestrados y ejecutados extrajudicialmente por el destacamento clandestino del Ejército conocido como Grupo Colina, conformado por agentes del Servicio de Inteligencia del Ejército (SIE) y liderado por el mayor Santiago Martín Rivas. En 2007, tras ser extraditado de Chile, Alberto Fujimori fue juzgado y condenado a 25 años de prisión por su responsabilidad en la masacre y por considerarse estos asesinatos selectivos como delitos de lesa humanidad.
Según la versión de los victimarios recogida por investigaciones periodísticas, originalmente el objetivo del operativo habría sido capturar a sospechosos de haber participado en el atentado de Tarata. Sin embargo, no existe evidencia fiable que ligue a las víctimas con ese atentado terrorista. En 2009, la Corte Suprema determinó que ninguna de las víctimas de la masacre estaba vinculada con organizaciones terroristas.

## Contexto
La Universidad Nacional de Educación Enrique Guzmán y Valle fue fundada como un centro de preparación de docentes en 1822, y pasó a ser universidad en 1965. Fue cerrada por el Gobierno Revolucionario de la Fuerza Armada en 1977 debido a las actividades políticas de los radicales de izquierda y reabierto en 1980. Debido a los problemas económicos ocasionados por la intervención del gobierno militar en la economía y al maoísmo que captaba a numerosos estudiantes y educadores, La Cantuta se ganó la reputación de ser un centro de adoctrinamiento para ejecutar acciones radicales desde la década de 1950. Una serie de protestas estudiantiles en el campus, con el bloqueo de la línea ferroviaria que une Lima con el interior del país, fue lo que llevó a la suspensión de sus actividades en 1977. 
Con el retorno a la democracia en 1980, el presidente Fernando Belaúnde Terry reabrió la universidad. Los elementos radicales multiplicaron sus actividades de reclutamiento y adoctrinamiento en las universidades y los grupos terroristas Sendero Luminoso y MRTA, que tuvieron una fuerte presencia en dicho campus, iniciaron ataques a la población, lo que motivó que el Estado realizara algunas intervenciones. El 13 de febrero de 1987, durante el estado de emergencia y durante el toque de queda impuesto en Lima, alrededor de cuatro mil policías ingresaron en horas de la madrugada a las residencias universitarias de tres universidades estatales de Lima: San Marcos, UNI y La Cantuta. En la madrugada del 20 de abril de 1989, fuerzas conjuntas de la Policía Nacional del Perú y el Ejército del Perú arrestaron a más de 500 estudiantes bajo cargos de subversión luego de ingresar a la Universidad La Cantuta y a la Universidad Nacional Mayor de San Marcos.  
Para 1988, Sendero Luminoso tenía el control del  Comité de Comensales de La Cantuta, además "organismos generados" de Sendero Luminoso como el Movimiento de Artistas Populares (MAP) y Socorro Popular (SOPO) operaban en las instalaciones de la universidad. A inicios de la década de 1990, después de la fuga de la cárcel de una gran cantidad de terroristas del MRTA, se observó la fragmentación de grupos de izquierda en el campus ante las amenazas de los integrantes de Sendero Luminoso para alcanzar una influencia por medio del terror al estilo marxista-leninista-maoísta. En 1991, estudiantes senderistas de la universidad asesinaron a Rosa Pretell, encargada y supervisora de las residencias universitarias, y tomaron por la fuerza las residencias, alojando a sus militantes y desalojando a los estudiantes que ahí vivían. Asesinaron a Franklin Távara, profesor de historia que estaba postulando a la alcaldía de Chaclacayo, por sus críticas a la presencia de Sendero Luminoso en la universidad. Tras el autogolpe de Alberto Fujimori en abril de 1992, se dispuso de un plan para combatir al terrorismo con base en cuatro puntos: quitar el control de las cárceles y universidades a Sendero Luminoso y al MRTA, desarticular la presencia de los elementos terroristas en los pueblos jóvenes e implementar leyes antiterroristas junto a operaciones psicosociales para minar la voluntad de las huestes subversivas.

## Acontecimientos previos
El 16 de julio de 1992, un coche bomba explotó en la calle miraflorina de Tarata y mató a 25 personas e hirió a 250. Luego del atentado, los autores, de Sendero Luminoso, se refugiaron en la Universidad La Cantuta, información que fue transmitida por agentes de inteligencia infiltrados en el lugar.
Tras el atentado, se evaluó la situación en una reunión en la que estuvieron presentes Alberto Fujimori, Vladimiro Montesinos, Nicolás de Bari Hermoza Ríos, entre otros. Los diversos reportes de inteligencia que llegaban al DINTE tenían como denominador común que los responsables del atentado estaban en La Cantuta. El Servicio de Inteligencia Nacional (SIN) le informó a Fujimori que los responsables del atentado eran estudiantes de La Cantuta. En medio de esto, llegó una llamada de un funcionario del gobierno norteamericano quien les comunicó que si los atentados senderistas continuaban con el mismo salvajismo mostrado en Tarata y la frecuencia con la que se venían desarrollando los atentados, se iba a evaluar una intervención multinacional en Perú.
Luego de la reunión, el general Juan Nolberto Rivero Lazo (jefe del SIE), le comunicó al general Luis Pérez Documet mediante una llamada encriptada que en las próximas horas "un grupo especial del ejército" ingresaría a La Cantuta por lo que Pérez Documet debía ordenar al jefe de la base militar acantonada en la universidad que franqueara el ingreso del pelotón especial. La orden comunicada por Rivero Lazo fue dictada por Hermoza Ríos quien la recibió de Fujimori. La orden dictada era detener, mas no ejecutar, a los responsables del atentado refugiados en La Cantuta. La operación quedó en manos de Santiago Martín Rivas, líder del Grupo Colina.

## Desarrollo de los hechos
A las 6:30 de la noche del 17 de julio, Martín Rivas envió un mensaje a Jesús Sosa, Pedro Supo y Julio Chuqui. En dicho mensaje se decía: "En treinta minutos, jefes de grupo en parque de Barranco. Kike". El primero en llegar fue Sosa, quien se encontró con el coronel Federico Navarro. Navarro le comunicó a Sosa que: "Hay una misión en la universidad La Cantuta. El Tío ha ordenado capturar a unos angelitos que participaron en lo de Tarata. Uno de los agentes ha confirmado que hoy habrá una reunión en una de las residencias. Tenemos una lista con los nombres". La información había sido dada por el agente de inteligencia infiltrado en la universidad, José Tena Jacinto, quien además les transmitió que se iba a realizar una reunión en el pabellón de mujeres para celebrar el éxito del atentado bajo la cobertura de un cumpleaños. Cuando Sosa le preguntó a Navarro si los detenidos debían ser ejecutados, éste le respondió que no, que "hay que detenerlos, interrogarlos y llevarlos al cuartel La Pólvora". Luego de eso, llegó Martín Rivas, quien se fue con Navarro a El Danubio, donde empezaron a beber cerveza. A las 8:30 de la noche, los dos hombres salieron de El Danubio. Navarro se marchó mientras Martín Rivas les dijo a Sosa, Chuqui y Supo que "tenemos un trabajo en La Cantuta. Iremos por la carretera Ramiro Prialé. Vayan a recoger a su gente y luego nos desplazamos a la carretera. Una vez allí, nos enlazaremos por radio".
A la altura del kilómetro 23, Martín Rivas ordenó detener los vehículos por lo que los miembros del Grupo Colina involucrados en el operativo descendieron de los autos. Martín Rivas le ordenó al grupo de Supo encargarse del asalto, al grupo de Sosa encargarse de la seguridad y al grupo de Chuqui de la cobertura y detención. Los miembros del Grupo Colina notaron que Martín Rivas estaba afectado por la cerveza. Debido a que la orden era detención mas no eliminación, Sosa no había llevado la cal ni las palas para los entierros, por lo que le dijo: "tengo entendido que vamos a hacer detenciones... no se sacó ese material en vista de que el coronel Navarro dijo que era una detención", lo que molestó a Martín Rivas quien le dijo, gritando: "¡Carajo! ¡Aquí mando yo y no el coronel Navarro!". A lo que Sosa respondió: "Bueno, mi mayor, esta es mi responsabilidad. Yo soluciono el problema y conseguiré el material en el camino mientras ustedes hacen el trabajo". Tras esto, continuaron su camino. A cien metros de la universidad, Martín Rivas ordenó detener los vehículos. Martín Rivas, junto al teniente Aquilino Portella (enviado por Pérez Documet), descendió y se dirigió al puesto de control militar contiguo a la puerta principal. Media hora después, regresaron con el teniente José Velarde, quien les autorizó el ingreso. Los vehículos ingresaron a la universidad, estacionándose en el pabellón de la residencia de varones. En aquel lugar, se les unió el profesor Octavio Mejía Martel, decano de ciencias y participante del operativo, traído por Velarde, quien se iba a encargar de identificar a los detenidos (para lo cual se puso un pasamontañas). Por otra parte, las tropas a cargo de Pérez Documet rodearon la universidad.
Al llegar a la puerta de la residencia de varones, tocaron, pero nadie respondió. El agente Dámaso Petrell golpeó la puerta a patadas, cediendo esta. Un ropero metálico había sido colocado detrás, bloqueando la entrada. Tras sortear el ropero, alguien se levantó y encendió la luz, golpearon al sujeto y lo obligaron a regresar a su cama. Tras esto, la luz se apagó. Los estudiantes recibieron la orden de taparse con frazadas y salir al exterior, siendo separados en dos grupos. El agente Tena y el profesor Mejía separaron a los estudiantes de acuerdo a una lista que tenía Martín Rivas. Los 6 estudiantes separados figuraban también en la lista que poseía Velarde y fueron llevados, sin resistencia, a las camionetas con el rostro cubierto. Luego, se dirigieron al pabellón de mujeres, donde se encontraban celebrando una fiesta. Debido a la bulla, los agentes pasaron inadvertidos. Tras cesar la música, los estudiantes fueron trasladados a los pasillos y puestos boca abajo. Tras ser revisados, fueron seleccionados 3 estudiantes adicionales, quienes fueron llevados a los vehículos. Cuando se encontraban afuera, Velarde mencionó que faltaba una, por lo que retornaron y capturaron a Norma Espinoza (sobrina del dirigente del Partido Comunista Peruano), quien empezó a resistirse y llorar para que la dejaran. Sosa llamó al agente Tena y le pidió que la identificara. Tena respondió que "esta chica no tiene nada que ver", a lo que Sosa ordenó que la dejaran en libertad. Tras esto, se dirigieron a buscar al profesor Hugo Muñoz Sánchez, quien fue sacado con el rostro cubierto. Luego de esto, Velarde se despidió del grupo. Los seleccionados fueron:
- Bertila Lozano Torres, 21
- Dora Oyague Fierro, 21
- Luis Enrique Ortiz Perea, 21
- Armando Richard Amaro Cóndor, 25
- Robert Édgar Teodoro Espinoza, 24
- Heráclides Pablo Meza, 28
- Felipe Flores Chipana, 25
- Marcelino Rosales Cárdenas, 28
- Juan Gabriel Mariños Figueroa, 32
- Hugo Muñoz Sánchez (profesor), 47

En el camino, Martín Rivas empezó a detener su vehículo de forma intermitente, lo que motivó que Sosa le preguntara a Pichilingue (miembro del Grupo Colina) sobre las intenciones de Martín Rivas. Tras tomar un desvío, Martín Rivas ordenó bajar la velocidad y seguir a su vehículo. En el trayecto, Martín Rivas dejaba estacionado su auto, bajaba y luego de unos minutos proseguía la marcha. Tanto para Sosa como para Pichilingue, Martín Rivas estaba buscando un lugar para enterrar los cuerpos. Ante esto, Sosa comunicó a Martín Rivas que conocía un lugar y los guio hacia un lugar donde existía un campo de tiro. Los detenidos fueron bajados de los vehículos y se les hizo formar en columna, dos agentes se quedaron en la carretera haciendo guardia mientras que otros dos se dirigieron a las alturas. Mientras un grupo buscaba un lugar propicio para los entierros, los detenidos eran vigilados por otros. El profesor Muñoz fue separado de los otros. Uno de los detenidos les dijo: "No nos asustan". Muñoz dijo: "Muchachos, no teman. Mañana estaremos afuera". Uno de los agentes de Colina respondió: "Cállate, carajo. ¿Tu crees que somos policías, huevón?". Ante las preguntas que le realizaban los de Colina, uno de los detenidos dijo, según manifestó Sosa: "Oye, cállate, no digas nada a este cachaco, concha su madre. Porque al final sabemos que mañana salimos. Viva el partido, carajo. No se olviden que el partido tiene mil ojos y mil oídos". Según Sosa, aquellas palabras enervaron a los demás miembros de Colina que, para ese momento, estaban indecisos. Momentos después, fueron ejecutados los detenidos. Posteriormente, los cuerpos fueron enterrados, guardando Sosa los documentos.
Al día siguiente, en una reunión en COMPRANSA, lugar de operaciones del Grupo Colina, Martín Rivas comunicó su preocupación sobre los entierros, a lo que Sosa propuso enviar a dos agentes de inteligencia a verificar el lugar. Tras retornar, uno de ellos les comunicó que "se nota todo. Hay un brazo y una mano que sobresalen. Se puede ver la ropa de otro de los cuerpos". Sosa llamó a Martín Rivas y tras evaluar la situación, concordaron en desenterrarlos y sepultarlos en diversas fosas. Luego, Martín Rivas comunicó a Rivero Lazo sobre las muertes entregándole 6 identificaciones, lo que desconcertó a Sosa ya que tenía 10 identificaciones. Ya para entonces, el diario La República reportaba la detención de 9 estudiantes y 1 profesor. Luego de que rumores empezaran a circular sobre la participación de un funcionario de la universidad en el operativo, Mejía desapareció. Tras las ejecuciones, Pérez Documet recibió una llamada de Rivero para influir en Portella si se empezaban las investigaciones. Pérez Documet se negó a esto y envió a Portella a la DINTE para que Rivero fuera quien se encargara del asunto ya que, a su criterio, su gente era la responsable del hecho. Esto molestó a Hermoza Ríos, quien recriminó a Pérez Documet por su falta de colaboración.

## Juicios y amnistía

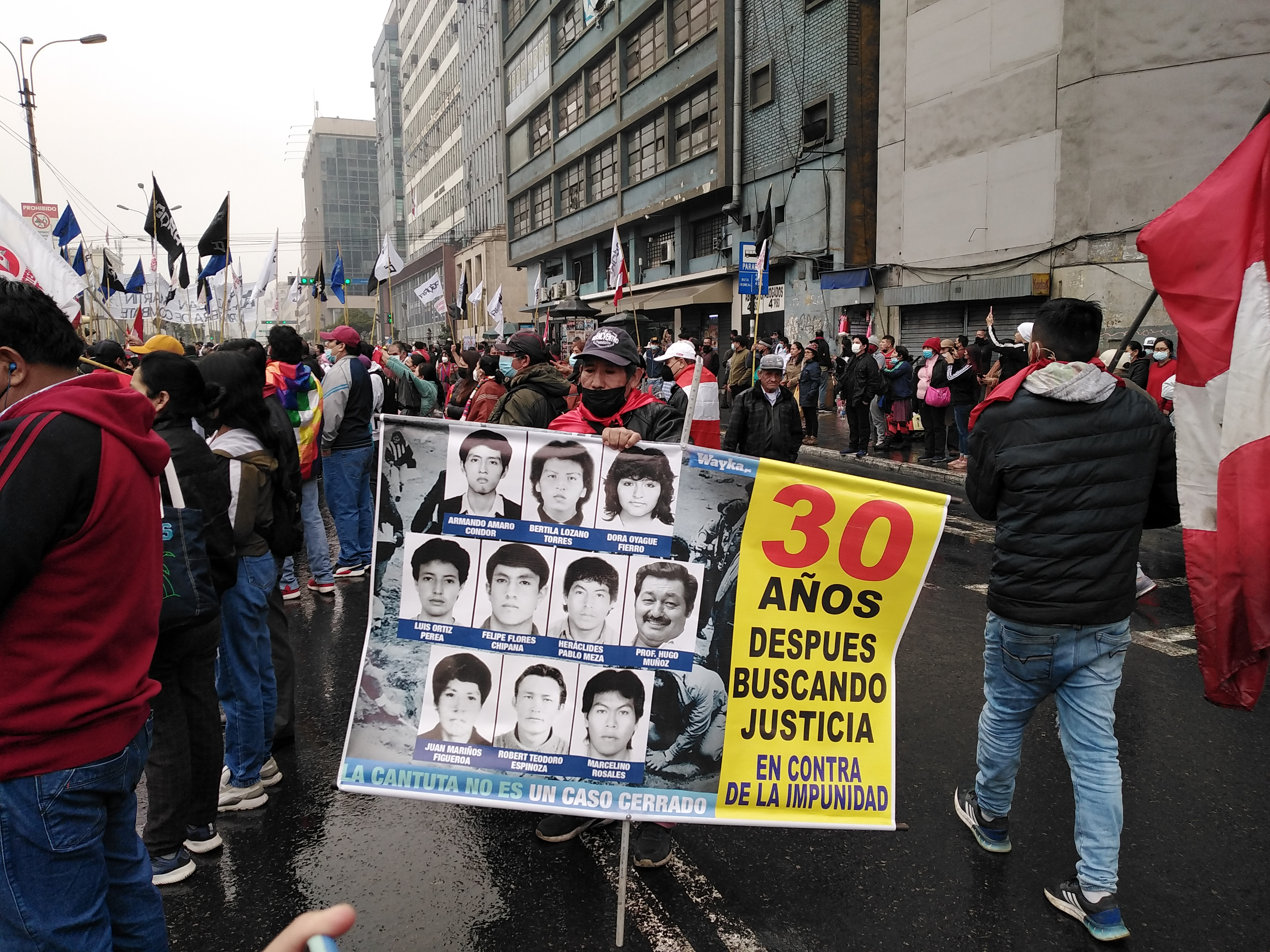
Ciudadano protestando en los exteriores del Congreso del Perú en 2022.

En abril de 1993, un grupo de oficiales militares peruanos liberaron anónimamente un documento detallando los eventos en La Cantuta. Su documento señalaba que el Grupo Colina había secuestrado, torturado y asesinado a las víctimas enterrándolas en una fosa común. Posteriormente, tal como se señaló durante una investigación iniciada por el Congreso, miembros del Grupo Colina exhumaron, incineraron, y volvieron a enterrar los cuerpos en otra ubicación. Los "informantes" militares nombraron a los miembros del Grupo Colina que participaron en la masacre, identificando al jefe de las operaciones, Santiago Martín Rivas, y señalaron que el grupo operaba bajo órdenes directas de Vladimiro Montesinos, la cabeza del Servicio de Inteligencia Nacional (SIN) y asesor del presidente Alberto Fujimori, quien también tenía conocimiento de estos acontecimientos.
El 6 de mayo, el General de División Rodolfo Robles Espinoza, tercer oficial de mayor rango del ejército, denunció públicamente varias violaciones a los derechos humanos cometidas por el SIN y las Fuerzas Armadas, incluyendo la matanza de La Cantuta. Posteriormente fue dado de baja del ejército y fue víctima de amenazas de muerte. Finalmente huyó del país logrando el asilo político en Argentina.
En junio de 1993, Justo Arizapana Vicente, un reciclador que se encontraba por la zona durante la masacre, y su amigo Guillermo Catacora, entregaron un plano al congresista Roger Cáceres Velásquez y al periodista de Radio Comas Juan Jara Berrospi. Cáceres compartió luego el plano con la revista Sí que lo publicó en julio de ese año. Una investigación en el sitio indicado en el plano por la Fiscalía reveló cuatro fosas clandestinas. Los análisis forenses realizados a los restos, y en otro grupo de huesos encontrados en otro sitio, resultaron pertenecientes a Muñoz Sánchez y a varios de los estudiantes, y que al menos algunos de ellos mostraban signos de tortura y de haber sido ejecutados mediante un disparo en la nuca.
Las autoridades militares iniciaron una investigación de las matanzas en mayo de 1993. Adicionalmente, en diciembre de ese año, un fiscal levantó cargos contra varios miembros del ejército. Un conflicto de jurisdicción se motivó entre los fueros militar y civil. La controversia se ventiló ante la Corte Suprema, que, el 3 de febrero de 1994, decidió que no era capaz de determinar qué fuero debía aplicarse. Consecuentemente, la noche del 7 de febrero, el Congreso aprobó una ley según la cual la Corte Suprema podía decidir ese tipo de materias mediante la existencia de mayoría simple, en vez del voto unánime que se exigía. En un voto de tres a dos, la Sala Penal de la Corte Suprema decidió que el caso debía ventilarse bajo la jurisdicción militar.
El 21 de febrero de 1994, el Consejo Supremo de Justicia Militar sentenció a diez de los autores a sentencias de prisión entre 1 y 20 años. 
Antes las protestas de los deudos, Fujimori, tras regresar de un viaje a Bolivia en agosto de dicho año, declaró ante los periodistas: "Si. la gente supiera que ellos fueron los que hicieron el atentado de Tarata, no pensarían igual"; subsecuentemente, añadió que esa supuesta información le había sido proporcionada por el Servicio de Inteligencia Nacional. Las investigaciones periodísticas y los procesos judiciales posteriores han desmentido las afirmaciones de Fujimori.

### Derogación de la ley de amnistía
La Ley de Amnistía fue abrogada al final del gobierno de Fujimori en el 2000 y, el 21 de marzo de 2001, la Fiscal de la Nación, Nelly Calderón, presentó cargos contra Fujimori acusándolo de ser uno de los "coautores" de esta masacre y de la Masacre de Barrios Altos de 1991. Presentó evidencias de que Fujimori, actuando en conjunto con Vladimiro Montesinos, ejerció control sobre el Grupo Colina. Los cargos alegaban que el grupo no hubiera cometido crímenes de esa magnitud sin las órdenes expresas de Fujimori o sin su consentimiento, y que la formación y el funcionamiento del mismo fue parte de una política integral contrasubversiva que implicó sistemáticas violaciones a los Derechos Humanos.

## Juicio a Fujimori
Durante el juicio al expresidente Alberto Fujimori, la Sala Penal Especial de la Corte Suprema de Justicia determinó que ninguno de los estudiantes, ni el profesor del caso La Cantuta, tenían vínculos con algún grupo subversivo. El expresidente Alberto Fujimori recibió el 7 de abril de 2009 una pena de 25 años de prisión efectiva, por considerarse estos asesinatos selectivos como delitos de lesa humanidad. El día 2 de enero de 2010, la Primera Sala Penal Transitoria de la Corte Suprema confirmó la sentencia de 25 años de prisión a Alberto Fujimori por los casos La Cantuta y Barrios Altos, y el secuestro de Gustavo Gorriti y Samuel Dyer. 
El 24 de diciembre de 2017 el presidente Pedro Pablo Kuczynski otorgó el indulto al expresidente. Sin embargo, este indulto sería anulado 10 meses después por el Juzgado Supremo de Investigación Preparatoria de la Corte Suprema al considerar que carecía de efectos jurídicos. Alberto Fujimori volvería a prisión poco después. 